# Aéroport de Palungtar
L'aéroport de Palungtar (code IATA : GKH • code OACI : VNGK) est un aéroport qui desservait la ville de Gorkha au Népal. L'aéroport a ouvert en 1960 et a cessé son activité commerciale en 1975, à la suite de l'ouverture de l'autoroute reliant Gorkha à Pokhara.
L'unique piste fait 1 097 mètres de long.